# Chim (letra)
Chim ou sim (ש, shin), é a vigésima primeira letra de vários abjads semíticos, assim como o xime do alfabeto árabe e o xime do alfabeto fenício. Do alfabeto fenício, para o alfabeto grego deu a raiz a letra sigma.